# Kalifat (série télévisée)
Pour les articles homonymes, voir Kalifat.
Kalifat est une série télévisée à suspense suédoise, diffusée à partir du 12 janvier 2020 sur Sveriges Television et du 18 mars 2020 sur Netflix. Elle est par ailleurs devenue la série télévisée la plus visionnée de tous les temps sur SVT Play.
Le scénario s'inspire de l'histoire réelle du trio de Bethnal Green (en), trois adolescentes londoniennes ayant rencontré des recruteurs de Daech dans leur lycée en février 2015.

## Synopsis
Fatima Zukić, agent des services de sécurité suédois, reçoit une information selon laquelle une attaque terroriste est prévue en Suède.
L'histoire commence avec Pervin, une jeune femme suédoise qui vit à Raqqa, en Syrie, avec son mari Husam et leur bébé Latifah. Désillusionnée par la vie à Raqqa, Pervin souhaite retourner en Suède. Après avoir récupéré le téléphone portable d'une de ses voisines, elle contacte une amie en Suède, Dolorès, engagée dans la lutte contre la radicalisation. Dolorès met Pervin en contact avec Fatima, l'agent du service de sécurité suédois. Fatima est en désaccord avec sa hiérarchie en raison d'un incident antérieur au sujet de "Lorentz". Fatima commence à parler avec Pervin par téléphone et essaie de négocier avec elle des renseignements contre son retour et celui de sa fille en Suède.
Pervin raconte à Fatima qu'un homme surnommé « Al Musafir » ou « le Voyageur », a été envoyé en Suède pour y préparer une attaque terroriste. "Al Musafir" qui s'appelle en réalité Ibrahim Haddad surnommé "Ibbe", travaille comme assistant enseignant dans un lycée musulman et recrute des Suédois comme Jacob, Emil et Miryam en vue d'attentats. Il essaie simultanément de radicaliser les jeunes filles du lycée en partageant des vidéos de propagande. Il recrute avec succès deux adolescentes, Sulle et son amie Kerima, toutes deux âgées de 15 ans, qui commencent à porter le hijab et à prendre des cours de religion. Il montre aux filles des photos de palais et leur dit que si elles emménageaient au Califat, elles pourraient vivre dans le luxe et faire partie de quelque chose de spécial. Parallèlement, à Raqqa, Pervin devient le centre d'attention d'Ahmed, l'un des collègues de Husam, qui la surprend une nuit chez elle alors qu'elle parle à Fatima. Il la viole et s'apprête à la tuer, mais elle parvient à le poignarder. Elle jette ensuite son corps dans le puits de ses voisins. Husam, sous l'influence de somnifères, arrive dans la cuisine et voit le sang sur le sol, mais Pervin le convainc qu'il s'agit d'un rêve. Le père de Sulle constate la radicalisation de leur fille et tente sans succès de l'arrêter.
Sans révéler sa source (Pervin) à ses supérieurs, Fatima communique sur un complot terroriste sur lequel elle n'a cependant pas de précisions. Elle se heurte à sa hiérarchie qui lui enjoint de suspendre l'enquête et finit par la suspendre de ses fonctions en prenant prétexte de la présence de cannabis dans son sang lors d'une visite médicale. Elle continue son enquête en restant en contact avec Calle, son collègue et amant, avec qui elle partage ses informations. Pervin déchiffre dans les notes de son mari le nom d'un champ de tir en Suède, qu'elle communique à Fatima. En s'y rendant, Fatima surprend Jacob et Emil, et se cache. Emil la repère et Jacob photographie sa plaque d'immatriculation.
Dolorès et Ibbe assistent à une réunion anti-radicalisation. L'animateur diffuse une vidéo de l'État islamique dans laquelle on voit plusieurs combattants. L'un d'entre-eux porte un tatouage très reconnaissable sur l'avant-bras. Plus tard, dans un café, Dolorès reconnait le tatouage sur le bras d'Ibbe. Après qu'Ibbe l'ait déposée chez elle, elle appelle Fatima qui lui demande de ne pas parler au téléphone et de la rencontrer plutôt à son appartement, dont elle a les clés. Alors qu'elle s'apprête à rentrer chez Fatima, Dolorès est poignardée et meurt. Fatima arrive sur les lieux alors que la Police est déjà présente . Elle se rend alors chez Dolorès, où elle récupère une arme. Elle met en joue les deux policiers qui la surprennent et s'enfuit, ce qui fait d'elle une personne recherchée. Elle trouve refuge chez un ancien compagnon d'armes de son père. A Raqqa, Husam persiste à se rappeler le sang vu dans la cuisine et pense avoir tué Ahmed, jusqu'à ce que Pervin lui dise enfin la vérité.
Fatima cherche de l'aide pour extraire Pervin et un plan est prévu pour la retirer de Raqqa. Pendant ce temps, Sulle et Kerima obtiennent des billets pour aller en Turquie et sont récupérées par Ibbe et la femme qui leur a enseigné l'islam. La sœur cadette de Sulle, Lisha, âgée de 13 ans les rejoint, ce qui surprend et perturbe Sulle. Néanmoins, les trois filles s'envolent pour la Turquie avec leur accompagnatrice, Ibbe restant à Stockholm. Sulle a quitté la maison en prétendant aller jouer un match de basket. Son père termine le travail plus tôt et décide d'aller voir la fin de son match. Le stade est vide, il appelle alors Calle qui déclenche une alerte auprès des autorités allemandes et turques. Ils croient avoir retrouvé les filles en route pour Istanbul mais se rendent compte qu'il s'agit de trois filles turques à qui les passeports des trois filles suédoises ont été remis pour brouiller les pistes. Ils parviennent à intercepter le véhicule qui les conduit en Syrie à la frontière turque. Sulle et Kérima sont récupérées, mais le véhicule entre en Syrie, avec Lisha à bord.
Fatima, à la suite de l'appel de Calle, demander l'aide de Pervin pour sauver Lisha, alors que celle-ci est sur le point de quitter Raqqa. Pervin reste et exige de Husam qu'il prenne Lisha comme seconde épouse.
Fatima poursuit Jacob et Emil mais perd leur trace après qu'ils ont changé de voiture chez leur mère, que Jacob tue avant de partir. Husam révèle à Pervin les trois cibles terroristes mais celle-ci les communique à Fatima au moment où celle-ci se fait arrêter. Les trois attaques terroristes sont finalement stoppées par les services de sécurité, qui possédait déjà l'information. Fatima n'avait pas été informée par ses supérieurs qui ne lui faisaient pas confiance. Fatima comprend que les attentats n'ont été stoppés qu'en toute dernière minute, avec le risque que cela comportait, pour mettre en avant la Sapo En échange de son silence, elle est libérée de prison. Ibbe s'échappe de justesse lors d'une des trois attaques.
Fatima se rend en Syrie pour sauver Pervin, Lisha et Husam. Quelques minutes avant son arrivée, un collègue de Husam vient le chercher pour un attentat-suicide. Husam essaie de gagner du temps mais Lisha, qui est complètement radicalisée et ne veut pas retourner en Suède, révèle leur plan d'évasion. Le collègue de Husam tire sur Pervin et est sur le point de tirer sur Husam lorsque Fatima le descend. Lisha refuse de venir et ils sont obligés de la laisser derrière eux. Ils quittent rapidement la ville, cependant Pervin meurt de sa blessure après qu'ils ont passé le poste frontière.
Sulle et Kerima sont interrogées par les services de sécurité. Sulle livre aux autorités l'identité d'Ibbe dans un effort pour sauver sa sœur Lisha. Kerima quant à elle, tente de se suicider et est emmenée dans un hôpital où elle met la main sur un téléphone portable et prévient Ibbe que sa couverture pourrait être grillée. Celui-ci se trouve justement à l'école où Calle vient l'arrêter. Il parvient ainsi à s'enfuir.
À sa sortie de l'établissement, Kerima retrouve Ibbe qui la convainc de participer à un attentat-suicide dans un concert. Ibbe ment à Kerima en lui disant que Sulle et lui porteront également un gilet explosif. Une fois sur place, Kerima appelle Sulle et s'aperçoit de la supercherie. Elle prévient les participants du concert qui s'enfuient. Elle ne parvient cependant pas à retirer son gilet. Ibbe déclenche la bombe.

## Fiche technique
- Titre original : Kalifat
- Création : Wilhelm Behrman
- Réalisation : Goran Kapetanović (en)
- Scénario :
- Compositeur :

## Distribution
- Gizem Erdogan (sv) (VF : Edwige Lemoine) : Pervin El Kaddouri
- Aliette Opheim (en) (VF : Audrey Sourdive) : Fatima Zukić
- Nora Rios (VF : Leslie Lipkins) : Suleikha "Sulle" Wasem
- Amed Bozan (VF : Eilias Changuel) : Husam El Kaddouri
- Yussra El Abdouni : Lisha Wasem
- Arvin Kananian : Nadir Al-Shahrani
- Lancelot Ncube (VF : Donald Reignoux) : Ibrahim "Ibbe" Haddad
- William Legue (VF : Gilduin Tissier) : Omar Soudani
- Simon Mezher : Suleiman Wasem
- Amanda Sohrabi : Kerima
- Albin Grenholm (sv) : Calle
- Marcus Vögeli (VF : Hugo Brunswick) : Jakob Johannisson
- Nils Wetterholm (VF : Benjamin Bollen) : Emil Johannisson
- Ala Riani : Tuba Wasem
- Dennis Önder : Abu Jibril
- Shada Helin-Sulhav : Miryam
- Marcel Khouri : Ahmed Mohamedi
- Monica Albornoz (VF : Annie Le Youdec) : Dolores
- Camilla Larsson (en) (VF : Marie Chevalot) : Sara
- Jonatan Qahoush : Khalaf
- Caisa Ankarsparre : Nyhetsankare
- Ali Jalal (VF : Jean Rieffel) : Ali Chatik
- Ahmad Srour : Emiren
- Maria Alm Norell (VF : Marie Bouvet) : Anna-Karin
- Nadeem Srouji : Karwan